# Sianpäänjärvi
Sianpäänjärvi är en sjö i Finland. Den ligger i Nådendals stad i landskapet Egentliga Finland, i den sydvästra delen av landet, 170 km väster om huvudstaden Helsingfors. Sianpäänjärvi ligger 28 meter över havet. Den ligger på ön Aaslaluoto. Arean är 4,5 hektar och strandlinjen är 0,92 kilometer lång. Sjön  ingår i Norra Skärgårdshavets avrinningsområde. 